# Holger Rootzén
Holger Rootzén, född 1945 i Stockholm, är en svensk matematisk statistiker.
Rootzén studerade vid Lunds universitet där han 1970 avlade civilingenjörsexamen och ekonomexamen. Han disputerade 1974 i matematisk statistik i Lund, och blev 1976 docent. Han blev lektor vid Köpenhamns universitet 1979 och återkom till Lunds universitet 1988 som professor i matematisk statistik. Han utsågs till professor i matematisk statistik, särskilt tillförlitlighetsteori och statistisk kvalitetsstyrning vid Chalmers tekniska högskola 1 juli 1993. Han har i flera omgångar varit gästprofessor vid University of North Carolina.
Hans forskningsområde omfattar såväl sannolikhetsteori som praktisk statistik inom flera områden.
Rootzén invaldes 2007 som ledamot av Kungliga Vetenskapsakademien.
Han var under 2019 adjungerad ledamot av Kommittén för Sveriges Riksbanks pris i ekonomisk vetenskap till Alfred Nobels minne.